# Pouancé
Pouancé korábbi község Franciaország Loire mente régiójában, Maine-et-Loire megyében. 2016. december 15-én kilenc másik korábbi községgel egyesült és Ombrée d’Anjou új község része lett.
Lakosainak száma 3286 fő (2018. január 1.). Pouancé Saint-Erblon, Eancé, Martigné-Ferchaud, Villepot, Armaillé, Carbay, Chazé-Henry, La Prévière és Senonnes községekkel határos.

## Népesség
A település népességének változása:
| Lakosok száma | 3031 | 9264 | 3282 | 3286 |
|               | 2013 | 2016 | 2017 | 2018 |